# Campionati europei di tuffi 2017 - Piattaforma 10 metri femminile
La gara dal piattaforma 10m femminile ai Campionati europei di tuffi 2017 si è svolta il 13 giugno 2017 e vi hanno preso parte 13 atleti.

## Medaglie
| Posizione | Atleti            | Paese         |
| --------- | ----------------- | ------------- |
| Oro       | Lois Toulson      | Gran Bretagna |
| Argento   | Anna Chuinyshena  | Russia        |
| Bronzo    | Julija Timošinina | Russia        |

## Risultati
| Pos.    | Atleti                 | Nazionalità   | Qualificazioni | Qualificazioni | Finale | Finale |
| Pos.    | Atleti                 | Nazionalità   | Punti          | Pos.           | Punti  | Pos.   |
| ------- | ---------------------- | ------------- | -------------- | -------------- | ------ | ------ |
| Oro     | Lois Toulson           | Gran Bretagna | 251.30         | 9              | 330.75 | 1      |
| Argento | Anna Chuinyshena       | Russia        | 231.35         | 12             | 326.90 | 2      |
| Bronzo  | Julija Timošinina      | Russia        | 318.35         | 1              | 313.30 | 3      |
| 4       | Christina Wassen       | Germania      | 289.40         | 4              | 295.90 | 4      |
| 5       | Sofija Lyskun          | Ucraina       | 305.15         | 2              | 293.25 | 5      |
| 6       | Maria Kurjo            | Germania      | 296.50         | 3              | 291.45 | 6      |
| 7       | Valeriia Liulko        | Ucraina       | 267.80         | 5              | 288.30 | 7      |
| 8       | Laura Marino           | Francia       | 256.30         | 8              | 284.35 | 8      |
| 9       | Robyn Birch            | Gran Bretagna | 246.50         | 10             | 281.10 | 9      |
| 10      | Celine van Duijn       | Paesi Bassi   | 267.50         | 6              | 280.65 | 10     |
| 11      | Villo Gyongyver Kormos | Ungheria      | 257.55         | 7              | 277.90 | 11     |
| 12      | Ellen Ek               | Svezia        | 232.10         | 11             | 240.20 | 12     |
| 13      | Maissam Naji           | Francia       | 174.95         | 13             |        |        |